# Morvilliers (Eure-et-Loir)
Morvilliers település Franciaországban, Eure-et-Loir megyében. Lakosainak száma 127 fő (2022. január 1.). Morvilliers Boissy-lès-Perche és Beauche községekkel határos.

## Népesség
A település népességének változása:
| Lakosok száma | 107  | 90   | 104  | 130  | 150  | 155  | 152  | 140  | 136  | 127  |
|               | 1968 | 1982 | 1990 | 2006 | 2013 | 2015 | 2017 | 2019 | 2020 | 2022 |